# NK Kongora 925
NK Kongora je bivši bosanskohercegovački nogometni klub iz Kongore kod Tomislavgrada.

## Povijest
Klub je osnovan prije 1997. godine. Tijekom 2000-ih igrali su u Međužupanijskoj ligi HBŽ i ZHŽ.